# Tousmouline
Tousmouline est une commune de la wilaya d'El Bayadh en Algérie.

## Géographie

### Situation
Le territoire de la commune de Tousmouline se situe au nord-ouest de la wilaya d'El Bayadh.
| El Biod (Wilaya de Naâma)  | Bougtoub    |              |
| Mecheria (Wilaya de Naâma) | Tousmouline | Kef El Ahmar |
|                            | El Mehara   |              |

### Localités de la commune
La commune de Tousmouline est composée de huit localités :
- jehaf

-haoudh labiadh
-rdjem elassa
-Dhait leghzel
-dhait terfass
-sebtt el hamra
-guraiaa
-wad lempikhite
- fessiou

-medinett errhamna
- haoudh lahmar

-wad wahab
-smaida
-fartassa
- ssabaine

-ramkh
-om dabdab
-wad naas
-meragubette elhorch
-el hadba
- Ouled Srour (Saadna, El Orf,ouled Ali, El Amamir, Merazgua Ouled Maamar, El Amirat, Chetouta, El Amorat)
- dehaina

-nabka safia
-dhouiatt Ella
-dhaitt hamrra
-dhait bouamama
- Tousmouline mergeb el gharib haodh boudjmaa et sasi ben merzoug

-wad tousmouline
-farraa
-haiadh kbarre